# 吕大陨击坑
吕大陨击坑（Lydda）是火星欧克西亚沼区的一座撞击坑，其中心坐标位于北纬24.42度、东经328.05度处，直径33.83公里（21.02英里），该特征名取自以色列城市卢德的古名称，1976年被国际天文联合会行星系统命名工作组批准接受。  
吕大陨击坑位于更大的基皮尼陨击坑北面，两座陨坑都坐落一座将提尔谷一分为二的“岛屿”上，提尔谷是一条溢出河道，它曾将水从南部高地输送到了克律塞平原低地。

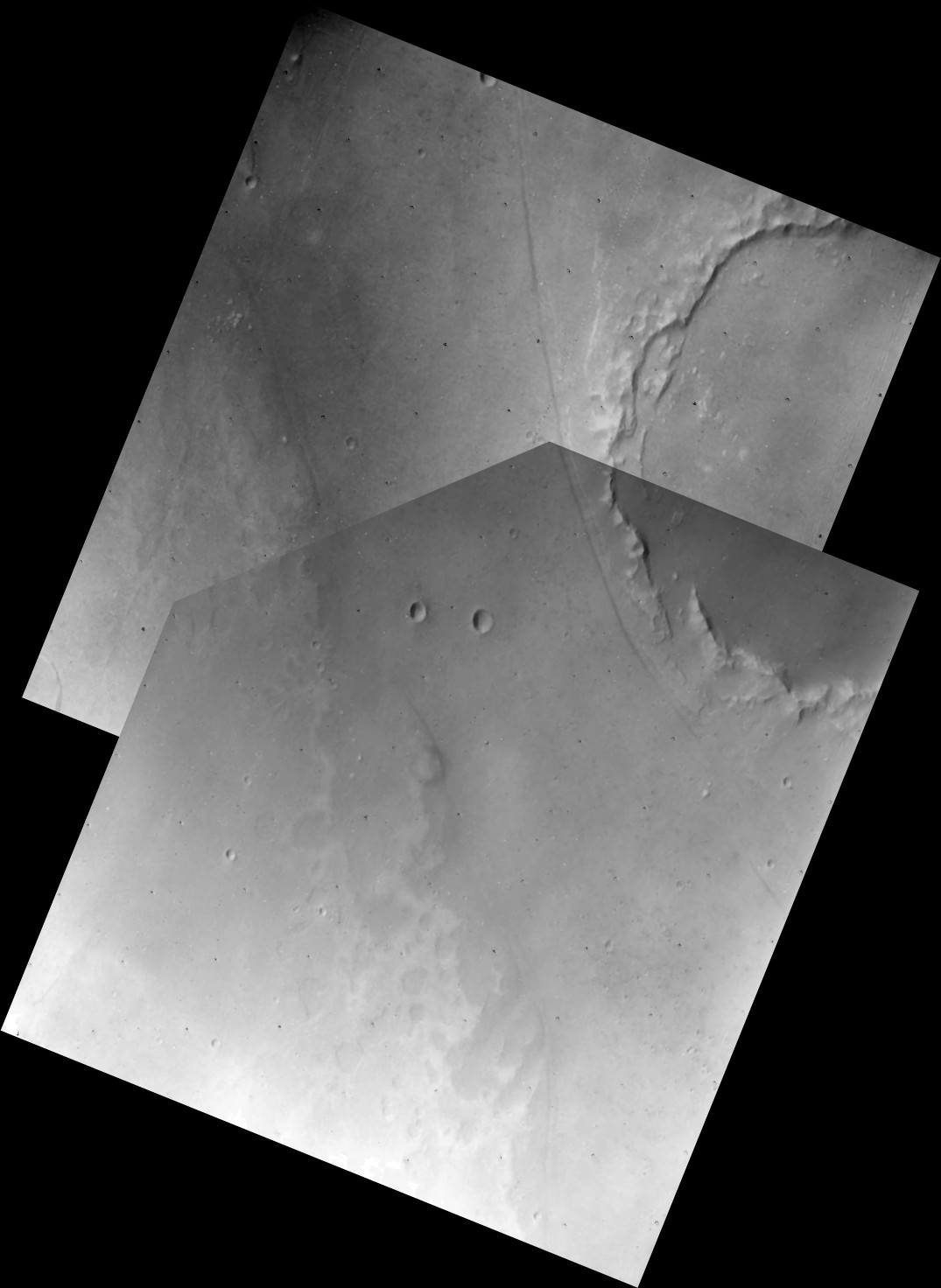
海盗号拍摄的吕大陨击坑最高分辨率视图。
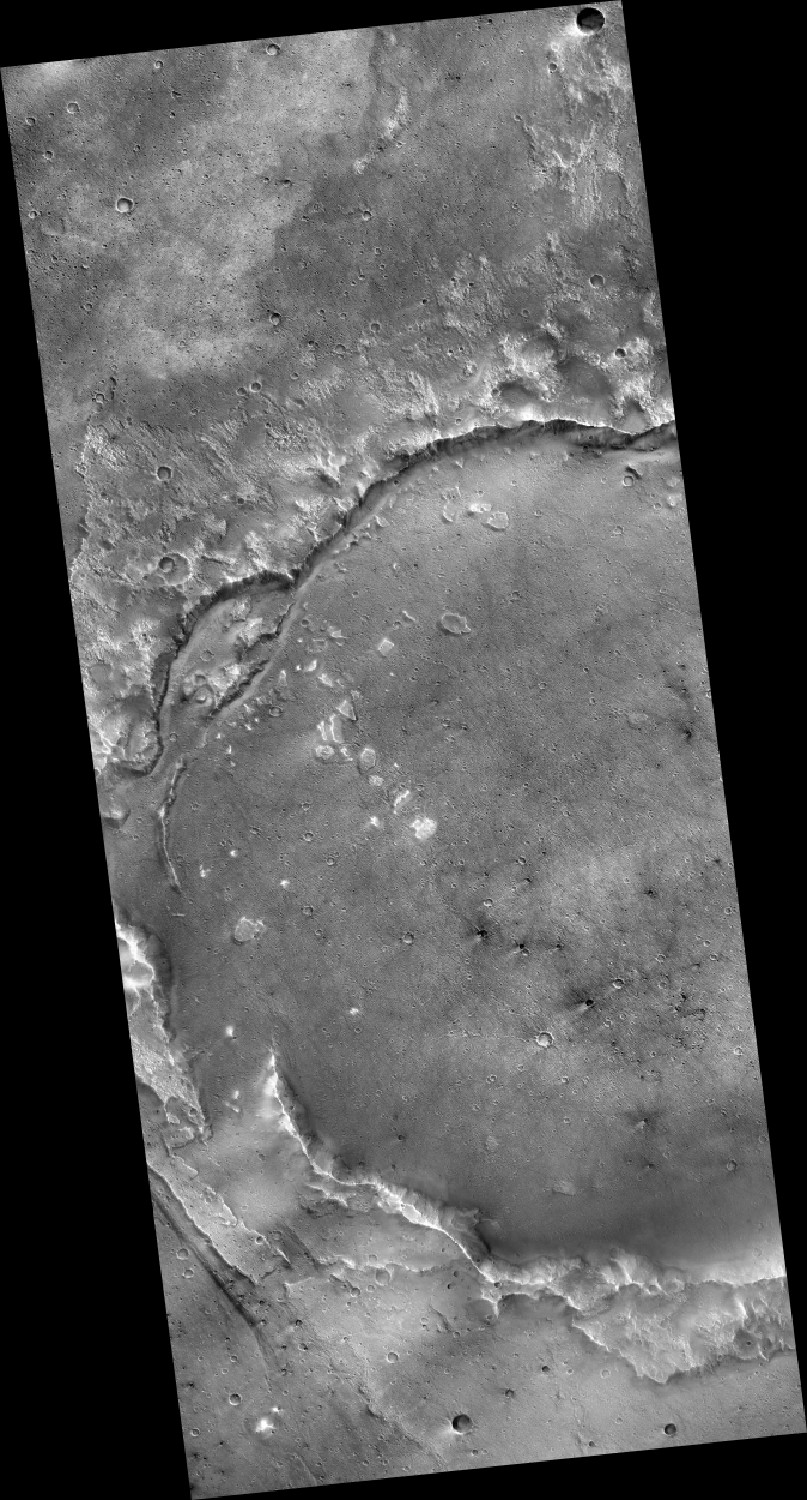
火星勘测轨道飞行器背景相机拍摄的图像。